# Mat Robinson
Mat Robinson, född 20 juni 1986 i Calgary, Alberta, är en kanadensisk professionell ishockeyspelare som spelar för CSKA Moskva i KHL. Han är en offensiv back och har ofta tillfört många poäng till sitt lag.
Innan han startade sin professionella iahockeykarriär studerade Robinson vid University of Alaska Anchorage där han spelade fyra säsonger i NCAA med Alaska Anchorage Seawolves. Han har även spelat en säsong för det norska laget Sparta Warriors i GET-ligaen samt för Binghamton Senators i AHL.

## Klubbar
| Klubb                     | Tidsperiod  |
| ------------------------- | ----------- |
| Calgary Royals Jr. A      | 2003 – 2005 |
| Univ. of Alaska-Anchorage | 2005 – 2009 |
| Las Vegas Wranglers       | 2009        |
| Elmira Jackals            | 2009 – 2010 |
| Binghamton Senators       | 2010        |
| Sparta Warriors           | 2010 – 2011 |
| Timrå IK                  | 2011 – 2013 |
| Dinamo Riga               | 2013 – 2014 |
| HK Dynamo Moskva          | 2014 –      |